# Амбелокипи
Амбелокипи (грч. Αμπελόκηποι) је градско насеље и шесто по величини предграђе града Солуна. Ампелокипи припада округу Солун у оквиру периферије Средишња Македонија, где је улази у састав општине Амбелокипи-Менемени. Овде се налази српско војничко гробље на Зејтинлику.

## Положај
Ампелокипи се налази северозападно од управних граница општине Солун. Удаљеност између средишта ова два насеља је 3 км.

## Становништво
| 2001.  | 2011.  |
| ------ | ------ |
| 43.016 | 37.381 |

Ампелокипи данас има око 36.000 становника. Већина становништва Ампелокипија води порекло од грчких пребеглица из Мале Азије из времена 1920-их година.